# Pseudocheilinus tetrataenia
Pseudocheilinus tetrataenia är en fiskart som beskrevs av Schultz, 1960. Pseudocheilinus tetrataenia ingår i släktet Pseudocheilinus och familjen läppfiskar. IUCN kategoriserar arten globalt som livskraftig. Inga underarter finns listade i Catalogue of Life.